# Hypotype
Hypotype is een geslacht van vlinders van de familie uilen (Noctuidae), uit de onderfamilie Cuculliinae.

## Soorten
- H. nigridentata (Hampson, 1902)
- H. scotomista (Hampson, 1902)